# مسجد اعظم قم
مسجد اعظم قم هم‌چنین معروف به مسجد آیت‌الله بروجردی مسجد بزرگی در جوار آرامگاه فاطمه معصومه است که در سال ۱۳۳۹ خورشیدی به سعی و اهتمام سید حسین طباطبایی بروجردی ساخته شد.

## تاریخچه
بخشی از محل ساختمان مسجد، بنای متروکه عمارت شاهی (کاخ کیکاووس میرزا، پسر سی‌و‌دوم فتحعلی‌شاه و حاکم قم) و نیز مسافرخانه‌های شخصی بود. با توجه به اینکه سه طرف صحن حرم به وسیلۀ مدرسه فیضیه و میدان آستانه و خیابان صحن موزه احاطه شده‌بود و طرف دیگر هم متصل به مکان‌های یادشده بود، نیاز به احداث فضایی سرپوشیده برای زائران و نمازگزاران وجود داشت. در ۲۱ تیر ۱۳۳۳ (مصادف با زادروز علی بن موسی الرضا) کلنگ احداث این مسجد توسط آیت‌الله بروجردی زده‌شد و شش سال بعد، در ۱۳۳۹، مسجد اعظم گشایش یافت.

## معماری بنا
معمار این بنا حسین لرزاده بوده، و از جمله مساجد سه ایوانی است. ارتفاع گنبد ۲۴ متر است.
این مسجد را مثلثی تشکیل می‌دهد که ضلع جنوبی آن در حدود ۱۲۰ متر و قاعده آن شاید به ۱۰ متر هم نمی‌رسد. اما با دقت نظر استاد حسین لرزاده که یکی از معروفترین معماران آن عصر است، این بنا با وجود چنین مشکلی، با طراحی بسیار مناسب به انجام رسیده است. این مسجد که ساخت آن در سال ۱۳۳۹ خاتمه می یابد، از معماری و کاشی کاری هنرمندانه ای برخوردار است.
گنبد مسجد با مساحتی قریب ۱۴۶۰ متر، گنبدی بسیار بزرگ در بین مساجد شیعی است.
زیر گنبد و ایوان مصنوعه دو گوشواره، ۲ شبستان است که مجموع مسجد را تشکیل می‌دهد. بیرون شبستان دو ایوان قرار گرفته که جزء مسجد می‌باشد .
ساختمان مخزن کتابخانه و سالن‌های مطالعه و ایوان کوچک، وضوخانه و حوضخانه در ابتدا در غرب مسجد قرار داشته که امروزه در طرح جدید تخریب شده و در ضلع دیگر ساخته شده‌است.
جنوب مسجد علاوه بر شبستان نسبتاً بزرگی که نمای مسجد است، دارای راهرویی است که بعد از ورود به محوطه کوچکی سالن نهار خوری بزرگی قرار دارد.
آبدارخانه، کشیک خانه، چاه آب و حوض زیبایی که در کنار چاه تهیه شده، مجموع ساختمان‌های مسجد است.

## مرکز تدریس دروس حوزوی

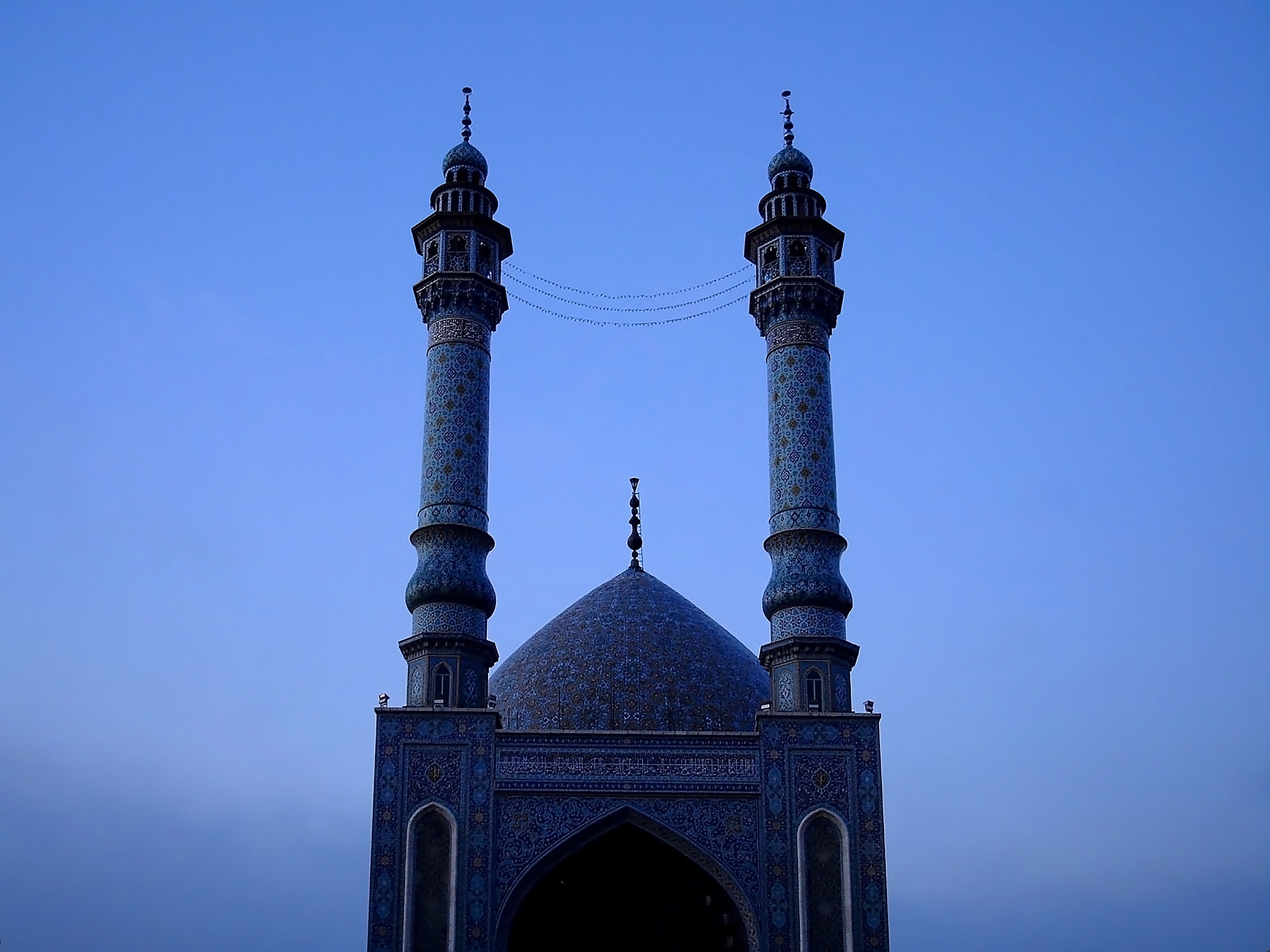
مسجد اعظم قم

این مسجد امروزه مهم‌ترین مرکز تدریس در حوزه علمیه قم است. جلسه تدریس آیت الله حسین وحید خراسانی و آیت الله مکارم شیرازی هر روزه در این مسجد برگزار می‌شود. در درس آیت الله وحید خراسانی بیش از هزار و در درس آیت الله مکارم پانصد تا هزار طلبه شرکت می‌کنند.
امروزه به دلیل طرح‌های توسعه حرم حضرت فاطمه معصومه، مسجد اعظم جزئی از حرم شده‌است.
در این مسجد بزرگان زیادی مشغول تدریس برای علما و روحانیون حاضر در درس بوده‌اند از جمله:
- آیت الله سید روح الله خمینی
- سید محمدرضا گلپایگانی
- سید محمدکاظم شریعتمداری
- حسین وحید خراسانی
- جعفر سبحانی
- مهدی شب‌زنده‌دار
- ناصر مکارم شیرازی
- میرزا جواد تبریزی
- سید هادی غضنفری خوانساری
- عبدالله جوادی آملی
- سید جواد علوی بروجردی
- سید موسی شبیری زنجانی

## کتابخانه
تأسیس کتابخانه ای در ضلع غربی مسجد، از دیگر اقدامات مؤسس مسجد است. در زمان ایشان، مخزن این کتابخانه مجموع ده هزار جلد کتاب را شامل می‌شد.
این کتابخانه عظیم که امروزه از نظر نسخه‌های خطی یکی از معتبرترین و مهم‌ترین کتابخانه‌های ایران است، دارای بخش عظیمی از جزوات، کتاب‌های خطی نفیس و چاپی و مجلات معتبری می‌باشد که از اهدایی‌های ناشر بزرگ تهران مرحوم رمضانی است.
در حال حاضر این کتابخانه دارای بیش از صد هزار کتاب چاپی و بیش از هفت هزار کتب خطی می‌باشد . از تمامی کتاب‌های خطی عکسبرداری شده و به صورت CD آماده گردیده و اعضای کتابخانه با مراجعه به آن‌ها می‌توانند به منابع دسترسی پیدا کنند.

## نگارخانه

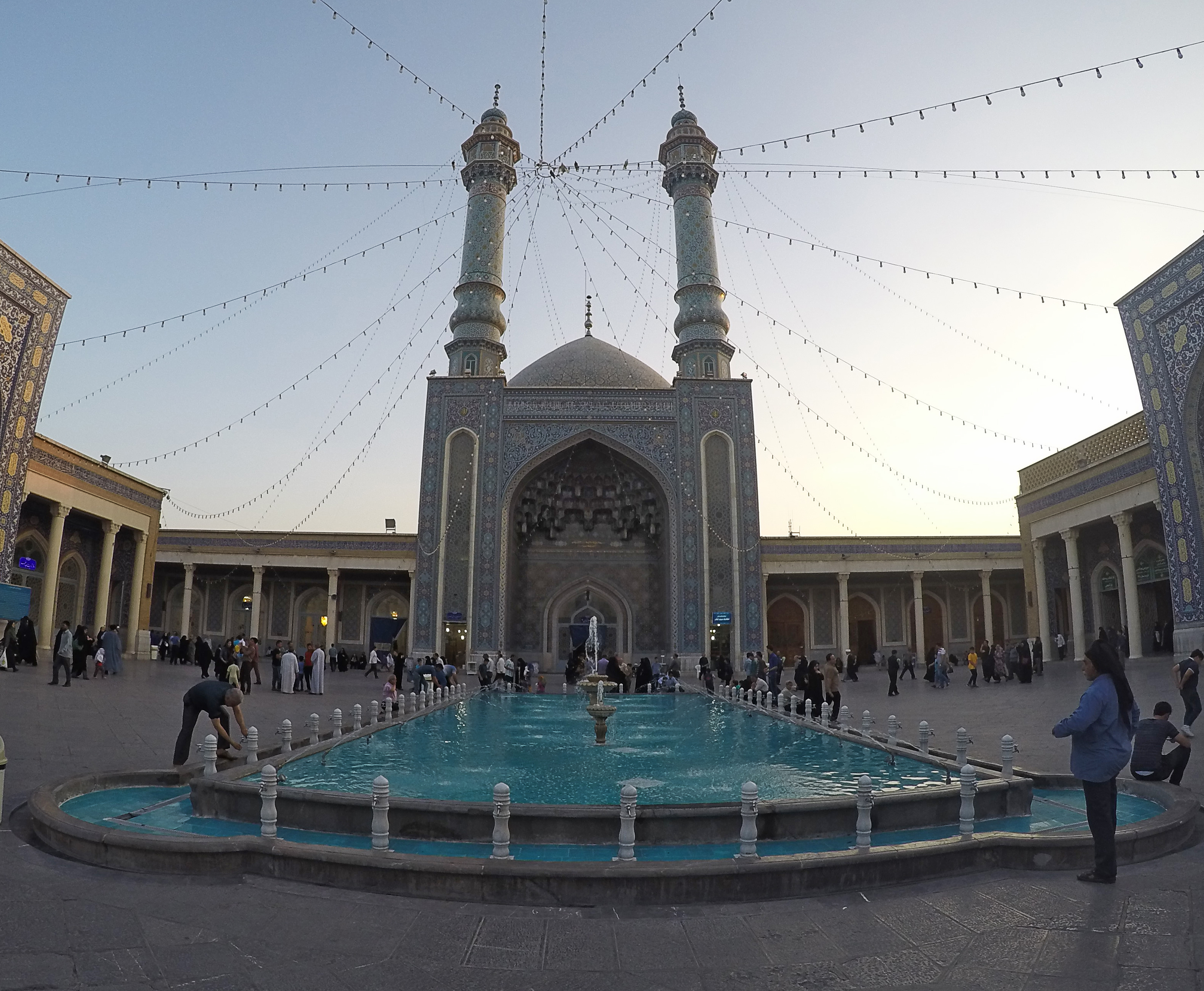
مسجد اعظم
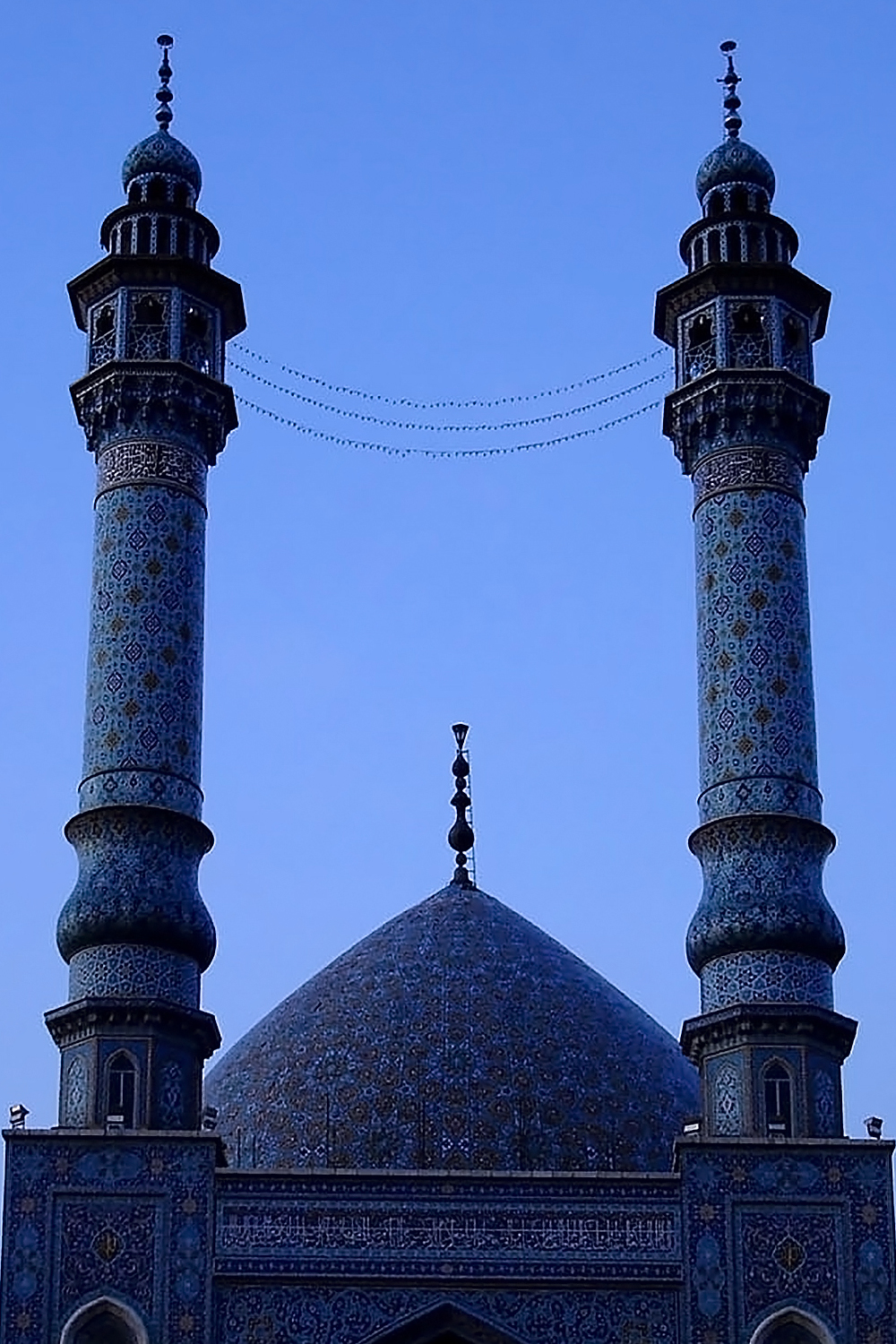